# Miseria (novela)
Miseria es la segunda novela de Dolores Reyes, continuación de su novela Cometierra. Fue publicada en 2023 por la editorial Alfaguara.
Al igual que Cometierra, está narrada en primera persona, pero esta vez intercalando la voz de Cometierra con la de Miseria.

## Sinopsis
Miseria, el Walter y Cometierra están viviendo ahora en un ambiente mucho más urbanizado al que deben adaptarse. Miseria, con 16 años, está embarazada y trabajando en un local que vende velas y sahumerios. Cometierra está decidida a no volver a comer tierra por nadie, a pesar de las súplicas de su cuñada.
"Cometierra, acá desaparece gente todo el tiempo, acá, tu don es oro." 